# مارک کلوتت
مارک کلوتت (انگلیسی: Marc Clotet، زاده شده در ۲۹ آوریل ۱۹۸۰) هنرپیشه و مانکن اسپانیایی است. وی از سال ۱۹۹۷ میلادی تاکنون مشغول فعالیت بوده‌است.
او همچنین به عنوان مانکن برای مرحله نهایی مسابقات مجله اسپانیایی showdown کار کرده است.

## زندگی شخصی
مارک کلوتت  ۳۲ ساله و آنا د آرماس ۲۳ ساله در تابستان سال ۲۰۱۱ در یک مراسم ازدواج خودمانی و کمابیش پنهانی در کوستا براوا ازدواج کردند. از آن پس، پیوند این دو، با فراز و نشیب‌های زیادی همراه بوده و بنا به گفته‌ها، گاهی هم با چالشهای سختی همراه بوده است. سرانجام، کلوتت در جشن فرش قرمز «جوایز گویا»، جدایی‌اش را با آنا آگهی کرد و به خبرنگاران گفت: «بله ما پیوندمان را به سر رساندیم.این یک همسازی دوسویه بود. آرامشم را بازیافتم».

## فیلم‌ها
| سال  | عنوان          |
| ---- | -------------- |
| ۲۰۱۱ | صدای خواب      |
| ۲۰۱۲ | گرنیکا تحت بمب |